# Acrocercops strophiaula
Acrocercops strophiaula là một loài bướm đêm thuộc họ Gracillariidae. Nó được tìm thấy ở Indonesia (Java).
Ấu trùng ăn Schima noronhae. Chúng có thể ăn lá nơi chúng làm tổ.